# Veni vd vici
Veni vd vici è un catalogo pubblicitario della ditta Verzocchi & De Romano, pubblicato a Milano nel 1924. Consiste in un insieme di immagini firmate da noti pittori e cartellonisti italiani dell'epoca.
Il titolo richiama la celebre frase latina di Giulio Cesare Veni, vidi, vici, giocando con le iniziali della ditta stessa (V&D), il cui motto era costituito dalla medesima frase latina.

## La ditta e la figura di Verzocchi
La ditta "Verzocchi & De Romano", di Giuseppe Verzocchi e Ottavio Vittorio de Romano, attiva a La Spezia nella prima metà del XX secolo, è una ditta storica specializzata in materiale refrattario. Nel 1949, nel clima operoso della ricostruzione postbellica, Verzocchi ideò e promosse quella che oggi è nota come Collezione Verzocchi, invitando circa settanta pittori italiani, appartenenti alle più varie scuole artistiche, a creare un quadro, di dimensioni prefissate, sul tema del lavoro. Nelle composizioni realizzate, come egli aveva richiesto, era sempre presente il tipico prodotto dell'azienda: un mattone refrattario con il logo V&D.

## Caratteristiche
Il catalogo illustra la produzione aziendale di mattoni refrattari; è costituito da 35 tavole eseguite con svariate tecniche artistiche, tra cui xilografia, acquaforte quadricromia. Gli autori sono tutti noti artisti dell'epoca: Guglielmo Baldassini, Giulio Cisari, Adolfo De Carolis, Fortunato Depero, Marcello Dudovich, Cesare Fratino, Giovanni Greppi, Nino Maggioni, Adolfo Magrini, Pietro Marussig, Giuseppe Miti Zanetti, Marcello Nizzoli, Carlo Parmeggiani, Enrico Sacchetti, Giovanni Scolari, Primo Sinopico, Mario Stroppa, Mario Zampini. Le correnti artistiche rappresentate dal catalogo sono principalmente il futurismo e il liberty. Notevole è la qualità editoriale del catalogo, considerabile un prodotto pionieristico nella storia del marketing, dalle caratteristiche commerciali, ma anche artistiche e di rappresentanza.